# Авраам Лінкольн (фільм, 1930)
«Авраам Лінкольн» (англ. Abraham Lincoln) — американська біографічна історична драма режисера Девіда Ворка Ґріффіта 1930 року.

## Сюжет
Епізодична біографія 16-го президента Сполучених Штатів.

## У ролях
- Вільям Л. Торн — Том Лінкольн
- Люсіль Ла Верн — дружина
- Гелен Фріман — Ненсі Генкс Лінкольн
- Отто Гоффман — Оффут
- Волтер Г'юстон — Авраам Лінкольн
- Едгар Діарінг — Армстронг
- Уна Меркел — Енн Рутледж
- Расселл Сімпсон — роботодавець Лінкольна
- Чарльз Крокетт — шериф
- Кей Геммонд — Мері Тодд Лінкольн